# أورورين توجيني
أورورين توجنسيس (بالإنجليزية: Orrorin tugenensis)‏ يعتبر ثاني أقدم (بعد إنسان ساحل التشادي) سلف معروف من أشباه البشر والذي قد تكون هناك علاقة بينه وبين البشر، وهو النوع الوحيد المصنف تحت جنس الاورورين. تعود اهمية الاورورين إلى انه ربما يكون من أوائل أشباه البشر الذين ساروا على قدمين.
أعطي المكتشفين الاسم توجنسيس من تلال توجن واورورين من اللغة المحلية والتي تعني «الرجل الاصلي» حيث وجدوا مستحاثات الاورورين في تلال توجين في كينيا سنة 2000.

## الحفريات
تشمل العينات العشرين التي وجدت في عام 2007 الجزء الخلفي من الفك السفلي بقطعتين، وارتفاق وعدة أسنان معزولة، وثلاث أجزاء من عظم الفخذ، وجزء من عظم العضد، وسلامى قريبة، وإبهام وحشي السلامى.
كان للأورورين أسنانًا صغيرة بالنسبة لحجم أجسامهم. تختلف أسنان هذا النوع عن تلك الموجودة عند الأوسترالوبيثكوس حيث أن أسنان الخد أصغر حجما وأقل استطالة في منتصف العمر ومن الأرديبيثيكوس من حيث سمك المينا. تختلف الأسنان عن النوعين السابقين في وجود أخدود إنسي على الأنياب العليا.
```
تشبه الأنياب أنياب القردة ولكنها أقل عددًا مثل تلك الموجودة لدى قرود الميوسين وإناث الشمبانزي. يملك الأورورين أنيابًا خلفية صغيرة وأسنانًا صغيرة كحجم الأسنان البشرية، وتملك الأسترالوبيثكوس القوية أسنانًا ضخمة.
[
3
]
```

يكون رأس عظم الفخذ كروي الشكل ويدور نحو الأمام، وتكون العنق طويلة وبيضويّة في المقطع بينما يبرز المدوّر الفخذي الأصغر بشكلٍ وسطي. يشير هذا إلى أن الأورورين كان ذو قدمين، وتشير بقية عظام أسفل الجمجمة إلى أنه كان يتسلق الأشجار. في حين أن السلاميات القريبة منحنية، فإن السلاميات القصوى ذات ملامح بشرية وبالتالي فقد ارتبطت بصنع الأدوات، ولكن من المحتمل أن ترتبط بقدرات اكتساب مفيدة لتسلق الأشجار.
احتُجزت المستحاثات التي عُثر عليها في عام 2000 في متحف المجتمع في قرية كيبسارمان الذي أُغلق في وقتٍ لاحق. تُخزّن المستحاثات في قبو بنك سرّي في نيروبي كما زعم رئيس متاحف المجتمع في كينيا الذي يُدعى يوستاس كيتونجا.

## التصنيف
إذا ثبت أن الأورورين كان سلفًا بشريًا مباشرًا، فقد تُعتبر الأسترالوبيثكوس مثل مستحاثة لوسي من نوع الأوسترالوبيثيكس أفارينيسيس فرعًا جانبيًا من شجرة عائلة القردة العليا، ويعتبر الأورورين أقدم بأكثر من 3 ملايين سنة، وهو يشبه الإنسان المعاصر أكثر. يعود التشابه الرئيسي إلى أن عظم فخذ الأورورين أقرب شكليًا إلى نظيره عند الإنسان العاقل أكثر من مستحاثة لوسي. لا يزال هذا النقاس موضع جدل لدى العلماء المكتشفين.
تظهر المستحاثات الأخرى (الأوراق والعديد من الثدييات) الموجودة في منطقة لوكينو في كينيا أن الأورورين عاش في بيئة غابات جافة دائمة الخضرة وليس السافانا كما تفترض نظريات عديدة عن التطور البشري.